# Темниково (Балашиха)
Темниково — упразднённая деревня, располагавшаяся на территории городского округа Балашиха Московской области России. В настоящее время входит в состав города Балашихи.

## География
Находилась на востоке области, в зоне хвойно-широколиственных лесов, к северу от автодороги М12, в западной части микрорайона Саввино города Балашихи. Абсолютная высота — 143 метра над уровнем моря.

### Климат
Климат характеризуется как умеренно континентальный, с холодной зимой и умеренно тёплым летом. Среднегодовая температура воздуха — +5,7 °C. Средняя температура воздуха самого холодного месяца (января) — −7,3 °C (абсолютный минимум — −45 °C), средняя температура самого тёплого (июля) — +20,1 °С (абсолютный максимум — +38,5 °C).

## История
В «Списке населенных мест Московской губернии по сведениям 1859 года» населённый пункт упомянут как владельческая деревня Сергиевка (Темникова) Московского уезда, расположенная при пруде, в 23 верстах от губернского города. В деревне насчитывалось 30 дворов и проживало 340 человек (165 мужчин и 175 женщин).
По состоянию на 1913 год, деревня Темниково входила в состав Пехорской волости.
По данным 1926 года в деревне насчитывалось 214 крестьянских хозяйств и проживало 1059 человек (479 мужчин и 580 женщин). Являлась центром Темниковского сельсовета Разинской волости Московского уезда.
В 1960 году вошла в состав города Жезезнодорожный.